# Tacuarembó (departement)

Departementets läge i Uruguay.

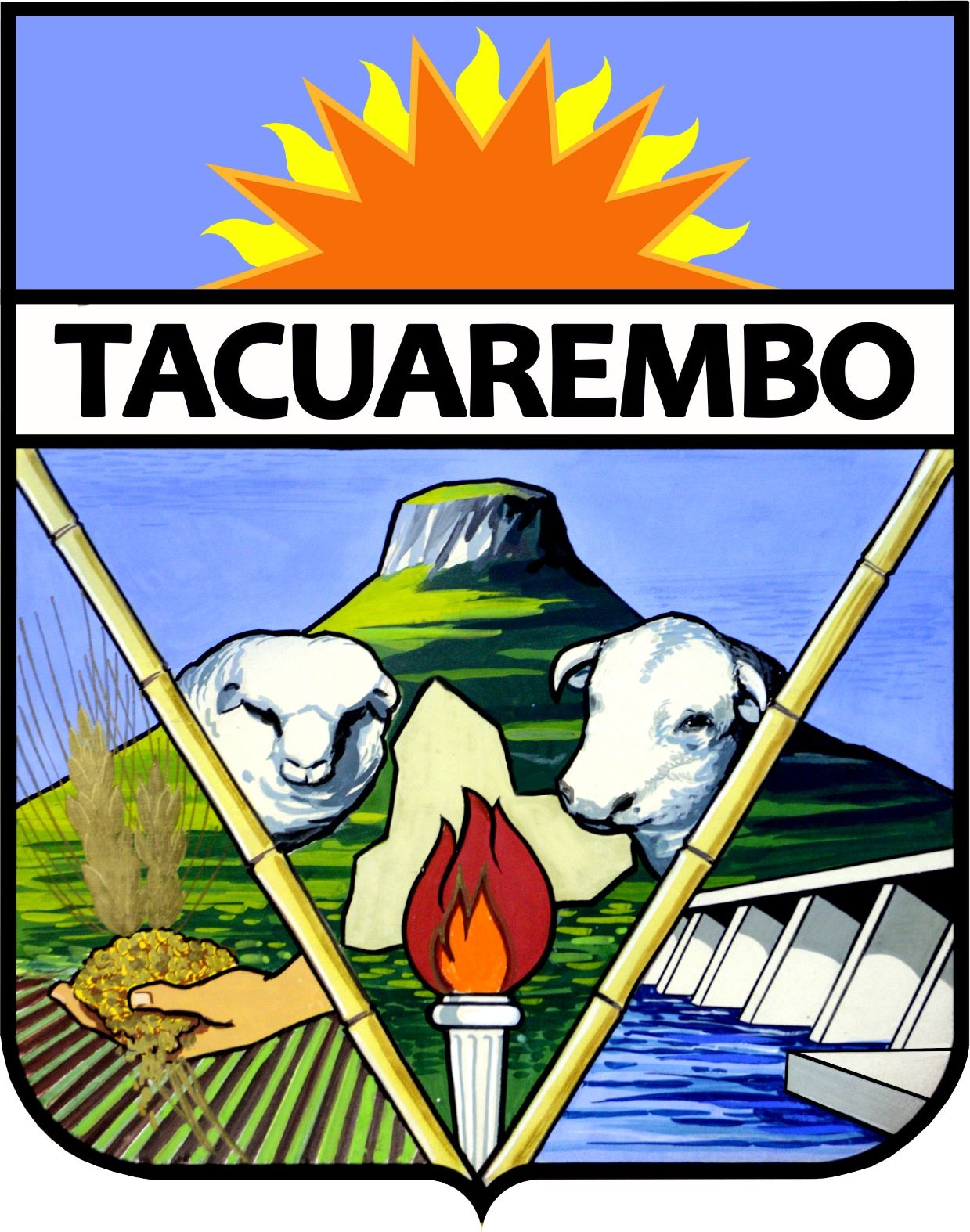
Departementets emblem.

Departementet Tacuarembó (Departamento de Tacuarembó) är ett av Uruguays 19 departement.

## Geografi
Tacuarembó har en yta på cirka 15 438 km² med cirka 90 500 invånare. Befolkningstätheten är 6 invånare/km². Departementet ligger i Región Norte (Norra regionen).
Huvudorten är Tacuarembó med cirka 42 600 invånare.

## Förvaltning
Departementet förvaltas av en Intendencia Municipal (stadsförvaltning) som leds av en Intendente (intendent), ISO 3166-2-koden är "UY-TA".
Departementet är underdelad i municipios (kommuner).
Tacuarembó inrättades den 14 juni 1837 tillsammans med Salto genom delning av departementet Paysandú.